# ゆーげん
ゆーげん（3月8日 - ）は、日本のイラストレーター、キャラクターデザイナー。主にライトノベルのイラストを中心に活動している。千葉県出身、東京都在住。同人誌サークル「キャッスルトン」主宰。
空気感を意識したイラストと、緩急つけたキャラクターを描き分ける。
尊敬するクリエイターに吉田明彦を挙げている。思い出のゲームに『タクティクスオウガ』及び『オウガバトルサーガ』シリーズを挙げており、多大な影響を受けたと語っている。

## 主な作品

### 小説挿絵
- グリモワールの契約者（樹戸英斗 著、電撃文庫）
- 黄昏世界の絶対逃走（本岡冬成 著、ガガガ文庫）
- ルーンの子供たち（ジョン・ミンヒ 著、宙出版）
- 美少女戦士キューティ・パンツァー（三門鉄狼 著、メガミ文庫）
- テンプテーション・クラウン（雪野静 著、スーパーダッシュ文庫）
- アウトブレイク・カンパニー 萌える侵略者（榊一郎 著、講談社ラノベ文庫）
- キスから始まる戦機乙女（月見草平 著、MF文庫J）
- クロス×レガリア（三田誠 著、角川スニーカー文庫）
- ミニッツ（乙野四方字 著、電撃文庫）
- クロウ 簒奪の執行者（橘ぱん 著、朝日新聞出版）
- 国家魔導最終兵器少女アーク・ロウ（ツカサ 著、富士見ファンタジア文庫）
- 革命機ヴァルヴレイヴ-ノベライズシリーズ（乙野四方字 著、電撃文庫）
- ライフアライヴ!（あさのハジメ 著、MF文庫J）
- フレイム王国興亡記（疎陀陽 著、オーバーラップ文庫）※4巻まで。5巻からはニリツ
- 作家彼女。 九条春華の「八坂が恋に落ちるまで」（ぺんたぶ 著、エンターブレイン）
- 嫁々いみぐれーしょん（榊一郎 著、講談社ラノベ文庫）
- リアリスト魔王による聖域なき異世界改革（羽田遼亮 著、電撃の新文芸）※2巻まで。3巻からはひたきゆう

### アニメ
- アウトブレイク・カンパニー（DVD全巻パッケージイラスト）
- 革命機ヴァルヴレイヴ（DVD第1巻特典封入イラスト）
- ギルティクラウン（第10話エンドカードイラスト）
- ソードアート・オンライン（第2話エンドカードイラスト）
- STAR DRIVER 輝きのタクト（再放送版第1話エンドカードイラスト）
- 問題児たちが異世界から来るそうですよ?（第7話エンドカードイラスト）
- 俺の妹がこんなに可愛いわけがない。（第5話エンディングイラスト）
- 進撃の巨人（第16話エンドカードイラスト）
- ローゼンメイデン（新アニメ版第13話エンドカードイラスト）
- 銃皇無尽のファフニール（第5話エンドカードイラスト）
- 機動戦士ガンダム 水星の魔女（第2話エンドカードイラスト）
- マギアレコード 魔法少女まどか☆マギカ外伝（第11話エンドカードイラスト）

### アニメ映画
- 劇場版 とある魔術の禁書目録 -エンデュミオンの奇蹟-（2013年、衣装デザイン協力）

### Webアニメ
- 刹界エイトレイド（2018年、キャラクター原案）

### ゲーム
- ブレイブリーデフォルト プレイングブレージュ（2014年、キャラクターデザイン・イラスト）
- ソフィーのアトリエ 〜不思議な本の錬金術士〜（2015年、キャラクターデザイン）
- 拡散性ミリオンアーサー（カードイラスト）
- バンドやろうぜ!（2016年、キャラクターデザイン〈Cure2 tron〉）
- 東京ハーレム（2016年、キャラクターデザイン）
- フィリスのアトリエ 〜不思議な旅の錬金術士〜（2016年、キャラクターデザイン・コンセプトデザイン）
- リディー&スールのアトリエ 〜不思議な絵画の錬金術士〜（2017年、キャラクターデザイン）
- マギアレコード 魔法少女まどか☆マギカ外伝（2018年、キャラクターデザイン〈静海このは、遊佐葉月、三栗あやめ〉）
- アズールレーン（2018年、キャラクターデザイン〈ル・トリオンファン〉）
- ヘブンバーンズレッド（2022年、キャラクターデザイン・メインビジュアル・キャラクター原案）[4]
- ソフィーのアトリエ2 〜不思議な夢の錬金術士〜（2022年、キャラクターデザイン）
- 404 GAME RE:SET ‐エラーゲームリセット‐（2023年、キャラクターデザイン）

### イラスト
- コミックマーケット86
  - カタログ表紙イラスト
  - WEBカタログ表紙イラスト
- pixiv祭 2014 ゲストイラスト
- スーパーコミックシティ23（Super Comic City 23） カタログ表紙イラスト
- クイーンズブレイド・ザ・デュエル（カードイラスト）
- 僕は友達が少ない公式アンソロジーコミック3（表紙イラスト）
- 三森すずこ（ユニバーページ） 初回特典ジャケットイラスト
- 講談社ラノベ文庫チャレンジカップ 募集イラスト
- 絵師100人展04（2014年、産経新聞社主催、観光庁・外務省・経済産業省後援、イラスト提供）
- 絵師100人展05（2015年、産経新聞社主催、観光庁・外務省・経済産業省後援、イラスト提供）[5]。
- 絵師100人展06（2016年、産経新聞社主催、観光庁・外務省・経済産業省後援、イラスト提供）[6]。
- 絵師100人展07（2017年、産経新聞社主催、観光庁・外務省・経済産業省後援、イラスト提供）[7]。
- 絵師100人展08（2018年、産経新聞社主催、観光庁・外務省・経済産業省後援、イラスト提供）[8]。

### 漫画
- 季刊GELATIN - メルとほうき星（10はる、10あき、11ふゆ - 11はる）[9]。
- 季刊GELATIN - こちら湾岸防衛戦線、異常なし。（10なつ）[10]。

### その他
- 22/7（2022年、キャラクターデザイン〈桐生塔子〉）